# 루이스 테하다
루이스 카를로스 테하다 한셀(Luis Carlos 'Matador' Tejada Hansell, 1982년 3월 28일~2024년 1월 28일)은 파나마의 축구 선수이다.

## 사망
2024년 1월 28일, 테하다는 그의 고향인 산 미겔리토에서 픽업 게임을 한 후 심장마비로 의심되는 증상으로 인해 사망하였다. 당시 그의 나이는 41세였다.

## 수상 내역

### 클럽
후안 아우리치
페루 프리메라 디비시온: 2011

### 개인
- CONCACAF 골드컵 골든볼: 2005
- 페루 프리메라 디비시온 득점왕: 2011

## 같이 보기
- A매치 100경기 이상 출전한 축구 선수 명단